# 右向け左!自衛隊へ行こう
『右向け左!自衛隊へ行こう』（みぎむけひだり じえいたいへいこう）は、週刊ヤングマガジンで連載されていた史村翔原作、すぎむらしんいち作画の漫画『右向け左!』を原作とした実写映像作品。
同タイトルでオリジナルビデオ2作品、劇場版1作品が作られた。いずれも防衛庁（当時）および陸上自衛隊の協力を得て撮影された。

## オリジナルビデオ『右向け左!自衛隊へ行こう』
1994年制作のオリジナルビデオ。販売はJSDSS（Softgarage子会社）。
脚本は自衛隊出身で、『THE WINDS OF GOD』でも脚本・主演をつとめている今井雅之が担当、出演もしている。

### スタッフ
- 監督：冨永憲治
- 原作：史村翔（作画はすぎむらしんいち）
- 製作：須崎一夫
- 音楽：川崎真弘
- 脚本：今井雅之

### キャスト
- うじきつよし
- 今井雅之
- 鳥越マリ
- 光石研
- 大谷朗
- 有薗芳記
- 藤波晴康

## オリジナルビデオ『右向け左!自衛隊へ行こう2』
1994年制作のオリジナルビデオ。『右向け左!自衛隊へ行こう』の続編で、スタッフやキャストはほぼ共通。

### キャスト
- うじきつよし
- 今井雅之
- 鳥越マリ
- 有薗芳記
- さわざき愛子

## 劇場版『右向け左!自衛隊へ行こう』
1995年に公開された日本映画。配給はケイエスエス。

### 概要
不純な動機から空挺部隊に志願した新人自衛官達が、厳しい訓練と仲間との交流を通して成長していく様を描いたコメディ。原作とは僅かな共通点を残しつつ、映画版独自のストーリー展開になっている。
スタッフはオリジナルビデオ版から継続し、監督の冨永はこれが劇場映画デビューとなった。
キャストは主演を含む一部が変更された以外は、オリジナルビデオ版から引き継いでいる。

### キャスト
- 村上淳：坂田光男 一等陸士
- 立河宜子：浅野雅子 三等陸曹
- 有薗芳記：山口太士 三等陸曹
- 今井雅之：渡辺伸一郎 一等陸士
- 大河内浩：鬼塚巌 陸曹長
- 岡安泰樹：赤木俊治 一等陸士
- 大沢正幸：松永達也 一等陸士
- NARUKO：河合郁男 一等陸士
- 神威杏次：三輪義彦 一等陸士
- 薬師寺十樹：間宮洋 一等陸士
- 松本理寛：吉川聡 一等陸士
- 市川治行：伊東純 一等陸士
- 宮本大誠：楠芳雄 二等陸尉
- 石橋けい：ヒロミ
- 伊藤美奈子：立花千晴 三等陸曹
- 岡田理江：松島優子 三等陸曹
- 大谷朗：徳山